# Horst Dumke (Fußballspieler)
Horst Dumke (geb. 23. Februar 1925 als Herbert Dumke in Hornhausen, Bördekreis, Sachsen-Anhalt) ist ein ehemaliger deutscher Fußballspieler.
Er spielte bis Juli 1949 bei Union Hornhausen und errang dort mit der 1. Herrenmannschaft den Titel eines Kreismeisters und erreichte den Aufstieg in die Bezirksklasse. Er wechselte zu Eintracht Braunschweig, wo er in der Fußball-Oberliga Nord im Mittelfeld agierte. Unter Eintracht-Trainer „Hanne“ Vogel kam er fünfmal zum Einsatz.
In der Vereinsgeschichte des TSV Hornhausen wird erwähnt, dass eine Reihe von Hornhauser Spielern der Sprung in höherklassige Mannschaften in Niedersachsen bzw. DDR-Liga und Oberliga gelang, so unter anderem Herbert Dumke, der auch bei Eintracht Braunschweig und Bielefeld spielte. Herbert Dumke wurde wegen seiner Haarfarbe auch „Rotfuchs“ genannt.